# Balíkova vila
Balíkova vila (též Wenzlova vila) je secesní patrová vila postavená pro mělnického advokáta Aloise Balíka. Vila stojí na mělnickém návrší asi padesát metrů severovýchodně od náměstí Míru v proluce mezi dochovanými hradebními zdmi bývalého městského opevnění.

## Historie
Alois Balík se do Mělníka přistěhoval v roce 1887. Architektonický návrh vily pro něj připravil architekt Bohumil Hypšman. Vila, kterou vybudoval stavitel Quido Bělský, byla dokončena v roce 1907. Později byl majitelem vily Oldřich Wenzl, surrealistický básník a vnuk Aloise Balíka. Po jeho smrti v roce 1969 se vila dostala do majetku města, kterému ji Oldřich Wenzl odkázal. Později získal vilu stát, který v ní v 80. letech 20. století zřídil oddělení kriminální služby Sboru národní bezpečnosti. V té době také vila prošla rekonstrukcí, které značně poškodila její původní architektonickou hodnotu. V důsledku stavebních úprav byla například zničena bohatě dekorovaná fasáda vily.
Od roku 2008 dům střídá soukromé vlastníky, což se promítlo do jeho stavu. Od ledna 2024 je celý areál včetně zahradního altánu, terasy a oplocení chráněn jako kulturní památka.

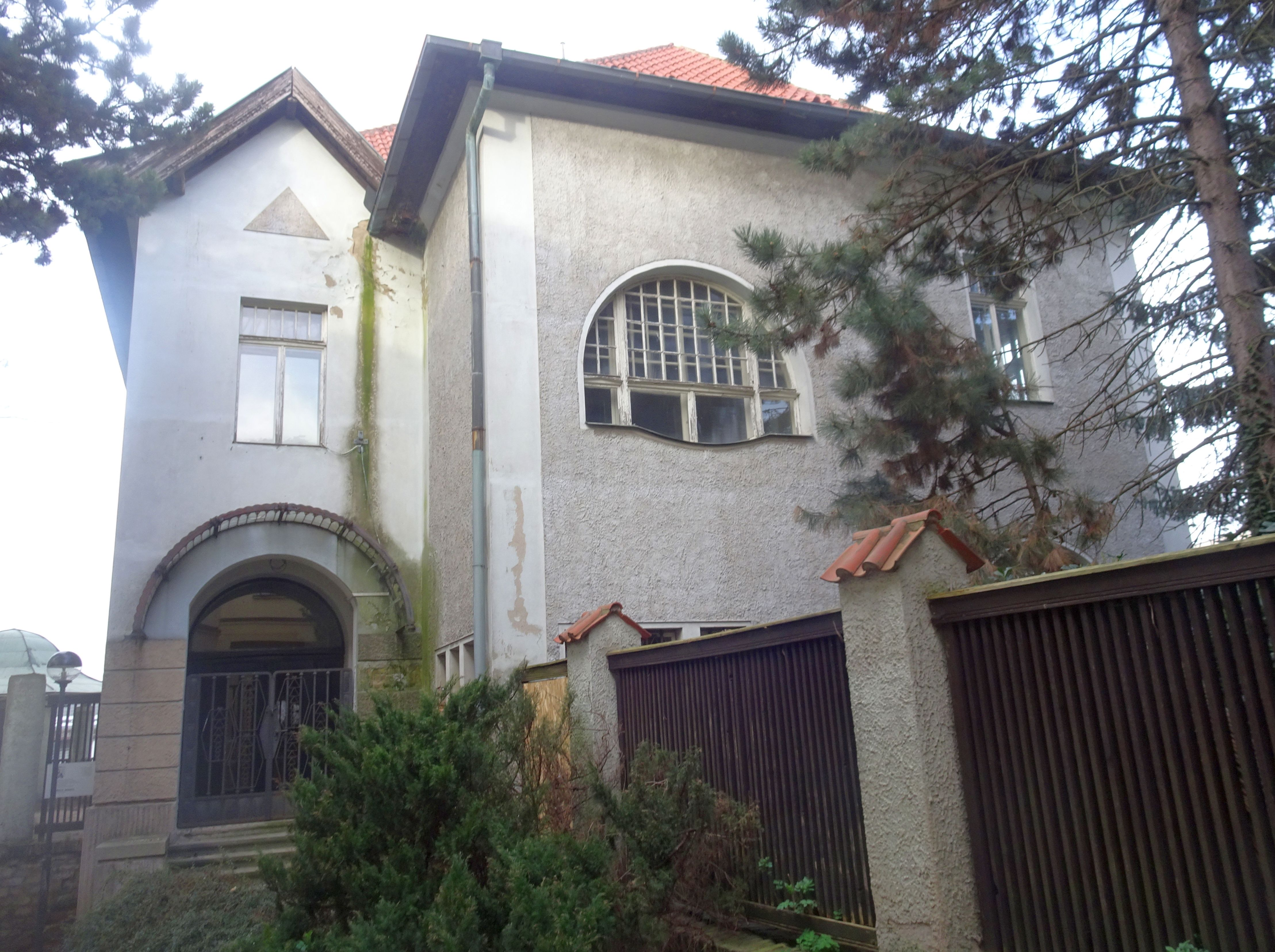
Vstup do domu

## Architektura
Vila je situována v místě bývalého městského opevnění, v blízkosti dochované hradební zdi. Spodní část domu se nachází v místě bývalého parkánu a horní část v oblasti bývalého hradebního příkopu. Jedná se o čtyřpodlažní stavbu s valbovou střechou. Severovýchodní, zahradní průčelí domu zaujme centrálním dvoupatrovým arkýřem se zvonovou stříškou. Hlavní vstup s prosklenou kovovou markýzou je umístěn v jihozápadní fasádě domu.
Zatímco exteriéry domu byly v 80. letech 20. století významně ovlivněny nevhodnou rekonstrukcí, v interiéru domu se dochovaly některé původní prvky, jako například dřevěné schodiště či skleněné vitráže.

## Pamětní deska
V roce 2016 byla na zděném oplocení vily odhalena pamětní deska Oldřicha Wenzla. Bronzová deska byla bohužel kolem roku 2020 poškozena vandaly a nakonec i odcizena. Namísto ní je od roku 2023 poblíž vstupu do vily umístěna pamětní deska skromnější, s Wenzelovým portrétem a citátem.